# أشرف عبد الباقي
أشرف أحمد عادل عبد الباقي (11 سبتمبر 1963م - ) ممثل مصري ولد في شبرا.

## عن حياته
تخرج في كلية التجارة جامعة عين شمس، ثم في المعهد العالي للفنون المسرحية، بدأ نشاطه الفني منذ الطفولة، حيث قدم العديد من المسرحيات مع فرقة كلية التجارة، ومع فرق الهواة، ومثل في حوالي 80 مسرحية بين عامي 1979 و1984، اكتشفه المخرج هاني مطاوع في مسرحية خشب الورد وكان أثناء ذلك يعمل في المقاولات من خلال مصنعه الذي تخصص في أعمال الديكورات والألومنيوم، قدمه رأفت الميهي في السينما، وعندما اتجه إلى التمثيل قرر أن يغلق المصنع، من أشهر مسرحياته باللو، شبورة، بشويش، لما بابا ينام، رد قرضي، من أهم المسلسلات حضرة المحترم، يوميات زوج معاصر وراجل وست ستات.
وحقق شهرة كبيرة وواسعة في سلسلة مسرحيات تياترو مصر الذي جذبت الملايين لمشاهدتها ليتم عرض موسمين على شبكة تليفزيون الحياة المصرية
لكن قيل أنه حدث خلاف مع شركة الإنتاج (فيردي) ليتعاقد مع قناة إم بي سي مصر بنفس الفرقة والطاقم لكن تم تغيير اسم البرنامج ليصبح مسرح مصر.
ويُعد أشرف عبد الباقي السبب في شهرة العديد من النجوم الشباب وأشهرهم علي ربيع وأوس أوس وحمدي المرغني ومحمد أنور وإسراء عبد الفتاح ودينا محسن.

## أعماله

### من المسلسلات
| - نظرية الجوافة. 2013 - أمنا الغولة. 2011 - بني آدمين من عصر التنين. 2011 - الزناتي مجاهد. 2011 - مش ألف ليلة وليلة. 2010 | - أبو ضحكة جنان. 2009 - 7 شارع السعادة. 2008 - شخلول. 2006 شخلول - من غير ميعاد. 2005 أحمد جابر - ملاعيب شيحا. 2004 | - حكايات زوج معاصر. 2003 محمود - حضرة المحترم. 1999 - القنفد. 1997 - الصبر في الملاحات. 1995 | - وجار البحث عن شحتة. 1994 - وما زال النيل يجري. 1993 - الناس بيزات. 1993 - أنا وأنت وبابا في المشمش. 1989 - لسانك حصانك |

### المسلسلات
- أنا وبابا وماما. 2014
- حفيد عز. 2012
- راجل وست ستات 10 أجزاء 2006 - 2016 عادل سعيد
- عائلة زيزو

2017
جت سليمه 2023
• جولة أخيرة 2024
- سبع البرمبة 2020
- أنا وهي 2022
- ليلة وليلة 2024
- قلبي ومفتاحه (2025)

### من الأفلام
- مين يصدق؟ 2024
- عمهم 2022 ضيف شرف
- سقراط و نبيلة 2021
- الفرقة 2013
- صياد اليمام 2009
- بوبوس 2009
- على جنب يا أسطى 2008
- طباخ الريس 2008
- أشرف حرامي 2008 ضيف شرف
- لخمة راس 2006 نخنوخ
- خالي من الكوليسترول 2005 أيوب
- أريد خلعاً 2005 طارق
- عريس من جهة أمنية 2004 الخطيب الأول
- حب البنات 2004 مهيب
- صاحب صاحبه 2002 جاد
- حلو وكداب 2001
- رشة جريئة 2001 سلماوي
- كلام الليل 1999 بسطاوي
- حسن وعزيزة قضية أمن دولة 1999 حسن

| - أشيك واد في روكسي 1999 حسن وتتك - بيتزا بيتزا 1998 محسن - أرض أرض 1998 - جبر الخواطر 1998 الدكتور شاكر - ميت فل 1996 خيبتك يا - إغتيال 1996 عادل - رومانتيكا 1996 - قليل من الحب كثير من العنف 1995 - في الصيف الحب جنون 1995 - المقامر 1994 - الرايا حمرا 1994 - لا يا عنف 1993 - ليه يا بنفسج 1993 سيّد - الباشا 1993 طارق - إنذار بالطاعة 1993 عزيز | - غراميات سايس 1993 شوشو موتورز / شحتة السايس - أجدع ناس 1993 - تحقيق مع مواطنة 1993 أحمد - خادمة ولكن 1993 - هرم للإيجار 1992 خميس - الإرهاب والكباب 1992 هلال - آي آي 1992 أبو سريع - جحيم امراة 1992 - دسوقي أفندي في المصيف 1992 فتحي - دموع صاحبة الجلالة 1992 يبحث عن عمل صحفي - خلي بالك من عزوز 1992 حسن - الشرس 1992 زين - الراقصة والحانوتي 1992 - آيس كريم في جليم 1992 نور - الراقصة والشيطان 1992 | - كيد العوالم 1991 مدحت - يا مهلبية يا 1991 - المواطن مصري 1991 حسن - اقتل مراتي ولك تحياتي 1990 إبراهيم - جنان في جنان 1990 رجب - امرأة ضلت الطريق 1990 - اللعبة الأخيرة 1990 - سيداتي آنساتي 1989 سامي - الغني والفقير 1989 حامد - جحيم تحت الماء 1989 هريدي - اللعب بالنار 1989 سائق تاكسي - المغتصبون 1989 الغفير أبو سريع - ليلة القبض على بكيزة وزغلول 1988 عسكري - سمك لبن تمر هندي 1988 - العودة والندم |

### من المسرحيات
| - مسرح مصر. 2014–2018 - لما بابا ينام 2003 - رد قرضي 1999 طلبه - باللو 1995 | - سيارة الهانم 1992 - لعبة الحب والجنان 1992 - بابانا عاوز كده 1992 - سباك الساعة 12 1991 | - ولاد ريا وسكينة 1990 - بشويش 1990 - عفريت لكل مواطن 1988 - حلو وكذاب 2001 | - شبورة 1900 - الحادثة المجنونة - محدش يقدر عليهم |

### أخرى
| - برنامج قهوة أشرف 2018 - برنامج عيش الليلة 2017 - اتنين على ما فيش مسلسل إذاعي 2012 - جيم سؤال برنامج 2011 بشخصه - هيما في البريمة مسلسل إذاعي 2009 - يا خميس يا جمعة مسلسل إذاعي 2008 خميس | - دارك برنامج 2008 بشخصه - طرطأ وفنجل برنامج 2008 - كوكب كراكيب: رسوم متحركة 2007 تيكو - مقلب دوت كوم برنامج 2004 مقدم البرنامج - فوازير أبيض وأسود .... تاني تمثيلية 1999 | - كلاكيت برنامج 1999 مقدم البرنامج - التياترو الفوازير 1998 - أبيض وأسود الفوازير 1997 - حلو وكذاب تمثيلية 1992 صلاح | - عالم ورق الفوازير 1990 - الخروج من الشرنقة تمثيلية - كده لا كده آه سهرة تلفزيونية - محاكمة في الزمن الضائع سهرة تلفزيونية |